# Веселы, Ян
Ян Ве́селы (англ. Jan Veselý, род. 24 апреля 1990, Острава, ЧСФР) — чешский профессиональный баскетболист, играющий на позициях тяжёлого форварда и центрового.

## Биография
Отец Яна — бывший профессиональный баскетболист, мать — волейболистка. Его старшая сестра Яна (1983 г.р.) и подруга Ева также занимаются баскетболом. Игрок свободно говорит на чешском, словенском, сербском и английском языках.

## Профессиональная карьера
Веселы начал выступать за молодёжный состав баскетбольного клубов «Прибор» и «Снэйкс» (Острава, Чехия). В 2007 году перешёл в «Слован». С 2008 года Веселы выступал за баскетбольный клуб «Партизан», с которым дошёл до Финала Четырёх Евролиги в сезоне 2009/10.
Веселы планировал выставить свою кандидатуру на драфте НБА 2010 года, но затем, посоветовавшись с тренером Партизана Душаном Вуйошевичем, принял решение остаться в «Партизане» на следующий сезон и не участвовать в драфте.
В сезоне 2008-09 выиграл Сербский национальный чемпионат с «БК Партизан» (Белград). В 2009 и 2010 годах завоевал сербский национальный Кубок с «Партизаном», а также выиграл в 2009 и 2010 Адриатическую лигу.

### Карьера в НБА
Ян был выбран в первом раунде драфта 2011 года под шестым номером командой «Вашингтон Уизардс». Первые двузначный счёт забитых очков был установлен в матче против «Детройт Пистонс», в котором его команда одержала победу 98-77. За матч игрок набрал 10 очков, сделал 8 подборов и 3 блок-шота. После увольнения Флипа Сондерса при новом тренере Рэнди Уиттмэне Веселы стал получать больше игрового времени на площадке. 9 апреля 2012 года игрок сделал свой первый дабл-дабл, забив 11 очков и сделав 11 подборов в игре против «Шарлотт Бобкэтс». Развил свой успех он также в матче против «Шарлотт» 23 апреля 2012 года, когда набрал 16 очков со 100 % результатом попаданий с двухочковой дистанции. Кроме того, Веселы сделал 6 подборов и 4 перехвата. В среднем за первый сезон в НБА игрок набирал 4,7 очков за игру и делал 4,4 подбора.

## Национальная сборная
Веселы член юношеской сборной Чехии по баскетболу U-18 и U-16. Играл в 2006 году на Чемпионате Европы U-16. В 2007 и 2008 выступал на Чемпионате Европы U-18. Участник чемпионатов Европы 2013 и 2015 годов. В 2018 году помог сборной Чехии впервые в своей истории пробиться на чемпионат мира.

## Семья
Ян Веселы женат. 14 ноября 2018 года его жена Наталья родила ему сына, которого назвали Лиам.

## Достижения
- Чемпион Сербии 2009, 2010, 2011
- Чемпион Адриатической лиги 2009, 2010, 2011
- Обладатель кубка Сербии 2009, 2010, 2011
- Чемпион Турции 2016, 2017, 2018
- Обладатель кубка Турции 2016
- Обладатель Суперкубка Турции 2016, 2017
- Чемпион Евролиги 2017

## Статистика

### Статистика в НБА
| Сезон                                                                                    | Команда   | Регулярный сезон | Регулярный сезон | Регулярный сезон | Регулярный сезон | Регулярный сезон | Регулярный сезон | Регулярный сезон | Регулярный сезон | Регулярный сезон | Регулярный сезон | Регулярный сезон | Серия плей-офф | Серия плей-офф | Серия плей-офф | Серия плей-офф | Серия плей-офф | Серия плей-офф | Серия плей-офф | Серия плей-офф | Серия плей-офф | Серия плей-офф | Серия плей-офф |
| Сезон                                                                                    | Команда   | GP               | GS               | MPG              | FG%              | 3P%              | FT%              | RPG              | APG              | SPG              | BPG              | PPG              | GP             | GS             | MPG            | FG%            | 3P%            | FT%            | RPG            | APG            | SPG            | BPG            | PPG            |
| ---------------------------------------------------------------------------------------- | --------- | ---------------- | ---------------- | ---------------- | ---------------- | ---------------- | ---------------- | ---------------- | ---------------- | ---------------- | ---------------- | ---------------- | -------------- | -------------- | -------------- | -------------- | -------------- | -------------- | -------------- | -------------- | -------------- | -------------- | -------------- |
| 2011/12                                                                                  | Вашингтон | 57               | 20               | 18,9             | 53,7             | 0,0              | 53,2             | 4,4              | 0,8              | 0,7              | 0,6              | 4,7              | Не участвовал  | Не участвовал  | Не участвовал  | Не участвовал  | Не участвовал  | Не участвовал  | Не участвовал  | Не участвовал  | Не участвовал  | Не участвовал  | Не участвовал  |
| 2012/13                                                                                  | Вашингтон | 51               | 4                | 11,8             | 50,0             | 0,0              | 30,8             | 2,4              | 0,5              | 0,3              | 0,3              | 2,5              | Не участвовал  | Не участвовал  | Не участвовал  | Не участвовал  | Не участвовал  | Не участвовал  | Не участвовал  | Не участвовал  | Не участвовал  | Не участвовал  | Не участвовал  |
| 2013/14                                                                                  | Вашингтон | 33               | 1                | 14,2             | 52,2             | 0,0              | 26,7             | 3,4              | 0,3              | 0,8              | 0,6              | 3,2              | Не участвовал  | Не участвовал  | Не участвовал  | Не участвовал  | Не участвовал  | Не участвовал  | Не участвовал  | Не участвовал  | Не участвовал  | Не участвовал  | Не участвовал  |
| 2013/14                                                                                  | Денвер    | 21               | 0                | 14,6             | 50,6             | 0,0              | 42,3             | 3,7              | 0,5              | 1,3              | 0,8              | 4,4              | Не участвовал  | Не участвовал  | Не участвовал  | Не участвовал  | Не участвовал  | Не участвовал  | Не участвовал  | Не участвовал  | Не участвовал  | Не участвовал  | Не участвовал  |
|                                                                                          | Всего     | 162              | 25               | 15,2             | 52,1             | 0,0              | 40,8             | 3,5              | 0,6              | 0,7              | 0,5              | 3,6              | Не участвовал  | Не участвовал  | Не участвовал  | Не участвовал  | Не участвовал  | Не участвовал  | Не участвовал  | Не участвовал  | Не участвовал  | Не участвовал  | Не участвовал  |
| Наведите курсор мыши на аббревиатуры в заголовке таблицы, чтобы прочесть их расшифровку. |           |                  |                  |                  |                  |                  |                  |                  |                  |                  |                  |                  |                |                |                |                |                |                |                |                |                |                |                |

### Статистика в других лигах
| Сезон                                                                                   | Команда    | Лига             | GP | GS | MPG  | FG%  | 3P% | FT%  | RPG | APG | SPG | BPG | PPG  |  |
| 2014/15                                                                                 | Все клубы  | Все лиги         | 65 | 35 | 21,9 | 61,0 | 0,0 | 56,7 | 5,3 | 0,9 | 1,0 | 1,2 | 10,9 |  |
| 2014/15                                                                                 | Фенербахче | Чемпионат Турции | 36 | 26 | 21,8 | 59,0 | 0,0 | 62,1 | 5,3 | 1,0 | 1,1 | 1,3 | 10,6 |  |
| 2014/15                                                                                 | Фенербахче | Евролига         | 29 | 9  | 22,0 | 63,3 | 0,0 | 49,1 | 5,4 | 0,8 | 0,8 | 1,0 | 11,2 |  |
|                                                                                         |            | Всего            | 65 | 35 | 21,9 | 61,0 | 0,0 | 56,7 | 5,3 | 0,9 | 1,0 | 1,2 | 10,9 |  |
| Наведите курсор мыши на аббревиатуры в заголовке таблицы, чтобы прочесть их расшифровку |            |                  |    |    |      |      |     |      |     |     |     |     |      |  |